# Wolfgang z Řezna
Wolfgang z Řezna (kolem r. 924 v severním Švábsku – 31. října 994 Pupping, dnes Horní Rakousy) byl benediktin, misionář a od r. 972 biskup v bavorském Řezně, který roku 973 povolil vyčlenit z řezenské diecéze diecézi pražskou. Je uctíván jako mučedník římskokatolickou církví.

## Život
Podle životopisu, který napsal roku 1050 benediktinský mnich Otloh z kláštera sv. Jimrama v Řezně, pocházel Wolfgang z aristokratické rodiny hrabat z Pfullingenu ve Švábsku. V sedmi letech vstoupil do slavné klášterní školy benediktinů na ostrově Reichenau. Tam se spřátelil s pozdějším císařem Jindřichem II. z rodu Babenbergů, bratrem pozdějšího biskupa Poppa, poznal také italského gramatika Stefana z Novary.
Roku 956 byl Wolfgang pozván do katedrální školy v Trevíru, kde poznal opata Ramwolda a naučil se mnišskému životu v askezi. Roku 964 Wolfgang vstoupil v Einsiedeln do řádu benediktinů, roku 968 jej svatý Oldřich Augsburský (Ulrych) vysvětil na kněze. Odtamtud odešel jako misionář do Uher a Panonie. Po smrti řezenského biskupa Michala roku 972 byl pozván na jeho místo a věnoval se zakládání kostelů i misijní činnosti. Ve stáří se odebral jako poustevník do Bavorska a dále do Solné komory, kde se vydal na inspekci opatství v Mondsee, pobýval v okolí jezera Wolfgangsee. Údajně u kaple sv. Otmara v Pupping byl zastižen pohany a ubit sekerou.
Jeho tělo bylo převezeno do kostela sv. Jimrama v Řezně.

## Úcta

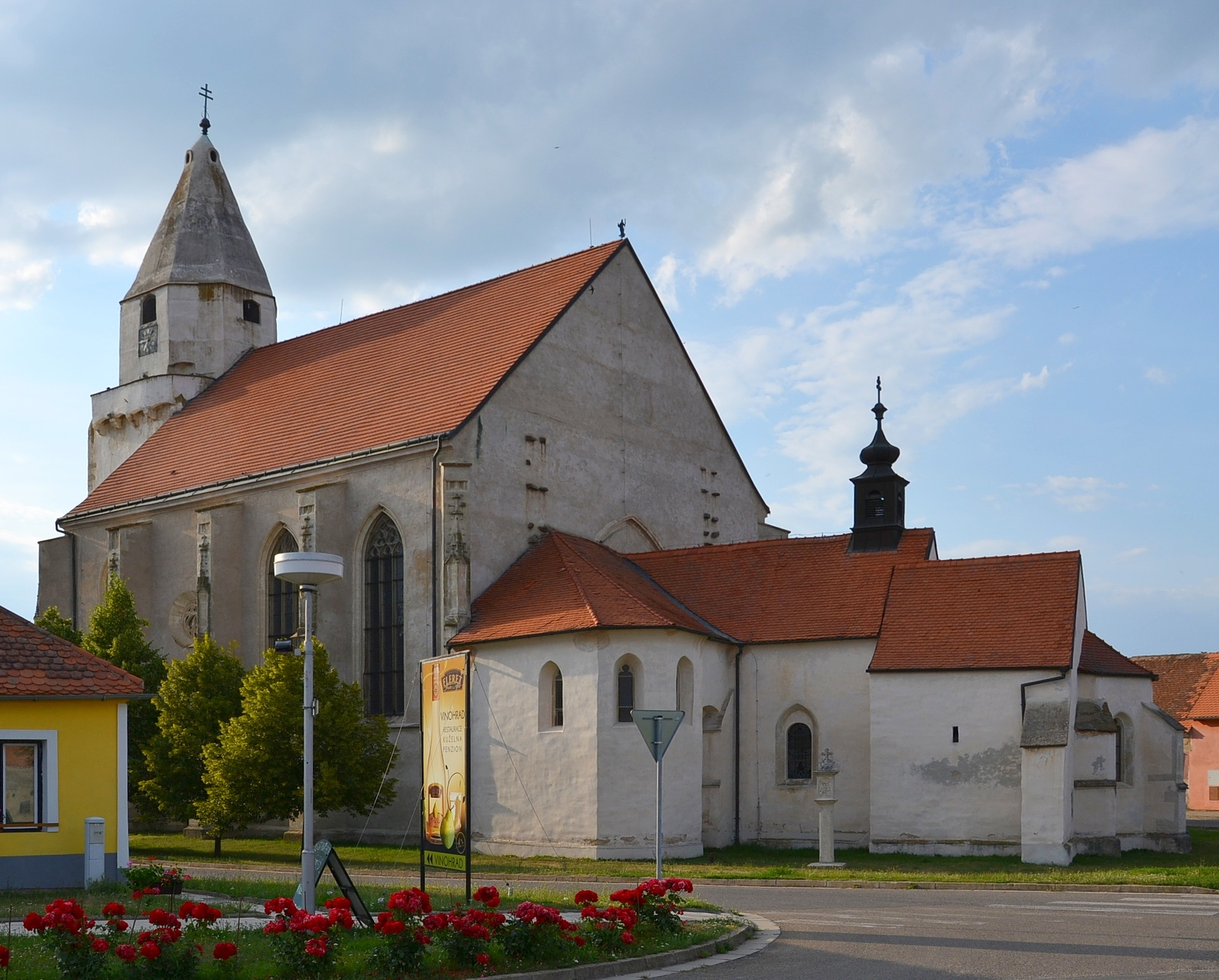
Kostel sv. Wolfganga v Hnanicích

Svatý Wolfgang je uctíván zejména v Německu (je spolupatronem Bavorska a města Řezna), v Rakousku je centrem úcty poutní kostel v obci Sankt Wolfgang na břehu jezera Wolfgangsee v Solné komoře, dalšími jsou jeho misijní země Tyrolsko, Slovinsko, Maďarsko a české země. Od středověku mu byly zasvěceny desítky kostelů, kaplí nebo oltářů.
Mezi nejstarší sochařské památky patří gotická náhrobní deska se sochou sv. Wolfganga v kostele sv. Jimrama v Řezně. K nejcennějším středověkým vyobrazením v malbě patří deska se sv. Wolfgangem od Mistra Theodorika v kapli sv. ostatků na hradě Karlštejně. Pověrečné úctě se odedávna těšily tzv. Wolfgangovy kameny v místech, která údajně navštívil. Poutníci na ně pro svou ochranu mají šlápnout. Jsou obdobou kamenů, uctívaných u nás jako šlépěje sv. Vojtěcha.
V roce 1873 byla přenesena část ostatků do svatovítské katedrály v Praze.

## Ikonografie
Wolfgang bývá vyobrazen v biskupském oděvu s insigniemi (berlou a mitrou) v legendárních scénách, model kostela v jeho ruce symbolizuje, že byl zakladatelem kostelů a kaplí. Jindy udílí požehnání nebo křtí pohany. V mučednické scéně bývá vyobrazen v momentu, kdy je napaden tesařskou nebo řeznickou sekyrou-širočinou. V reprezentačních scénách drží jako poznávací atributy model kostela a sekyru. Ve dvojicích bývá vyobrazen se svým světitelem sv. Oldřichem, někdy se sv. Benediktem, protože je patronem řádu benediktinů, v českých zemích také se sv. Vojtěchem.

## Galerie

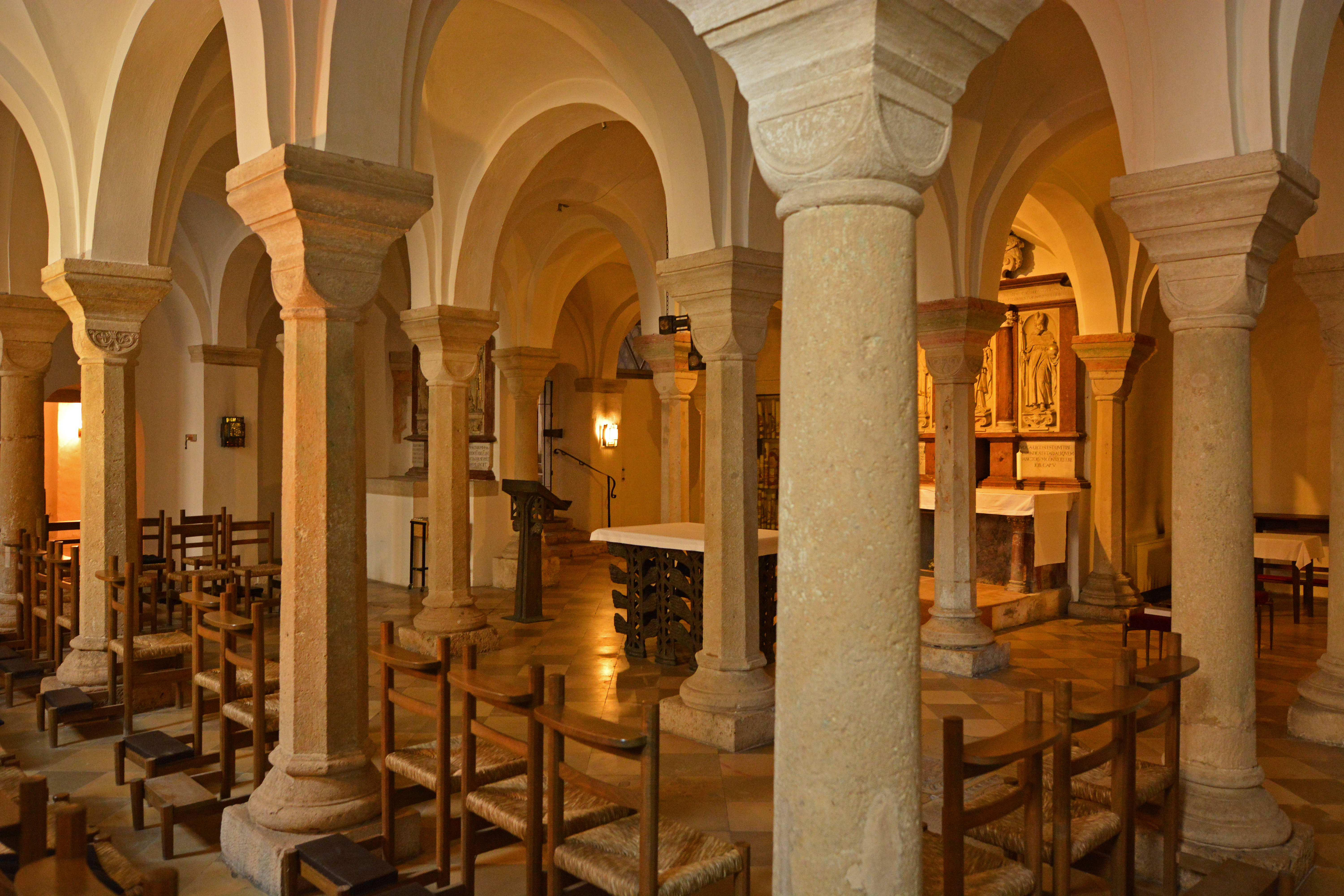
Wolfgangova krypta
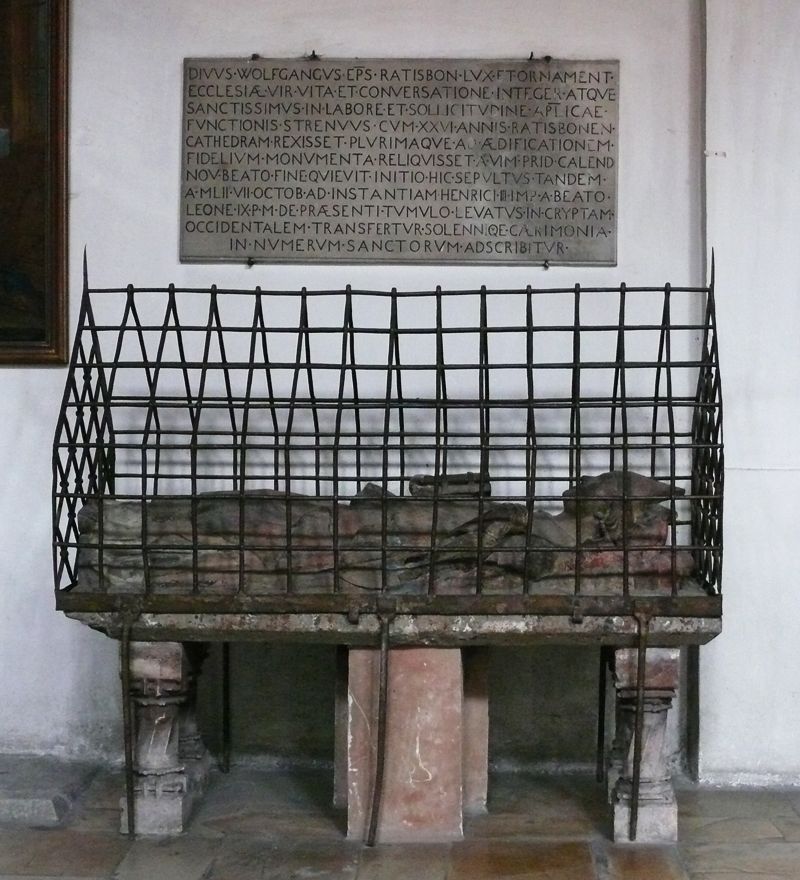
Gotický náhrobek v Řezně
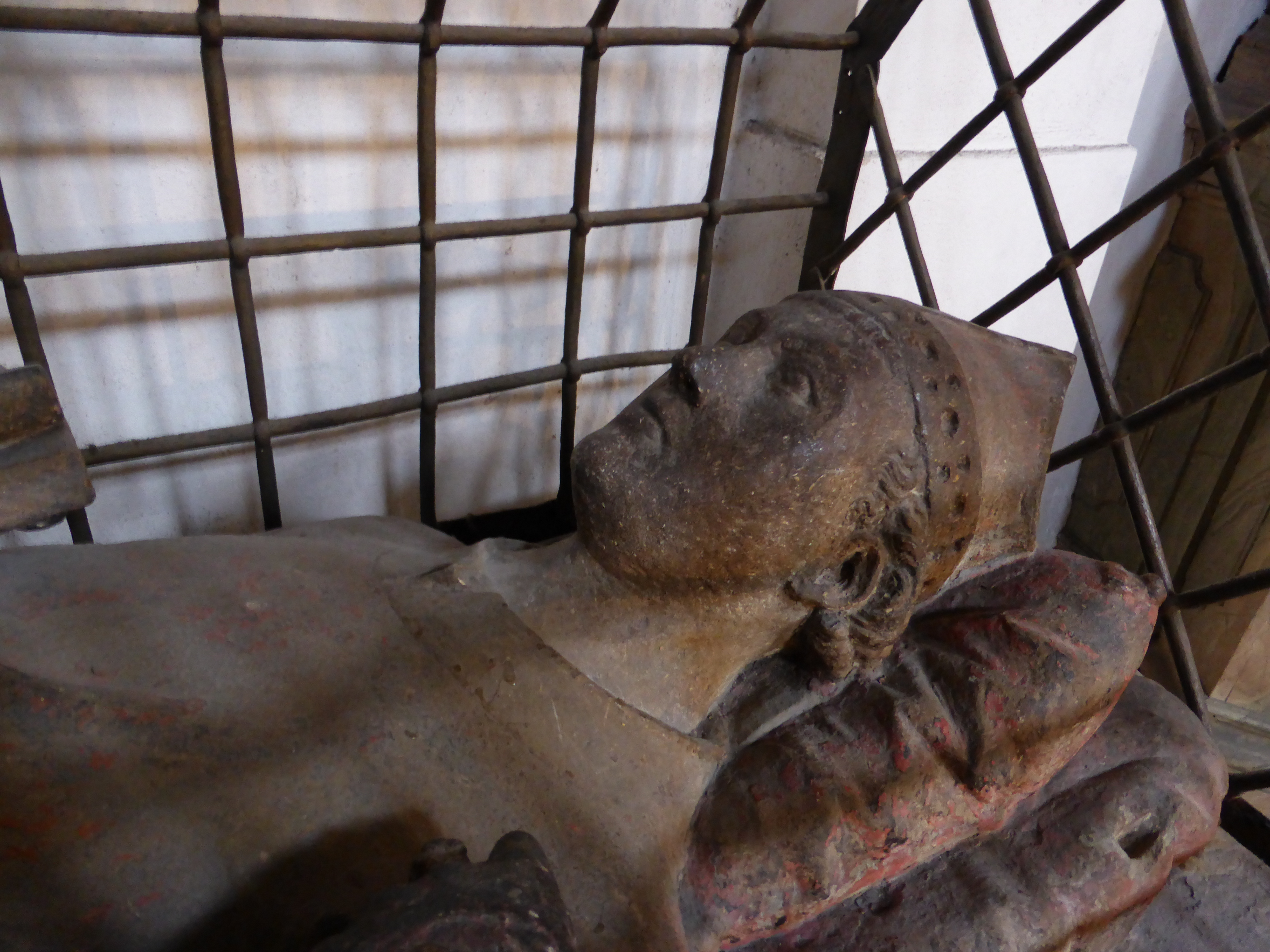
Tvář z řezenského náhrobku
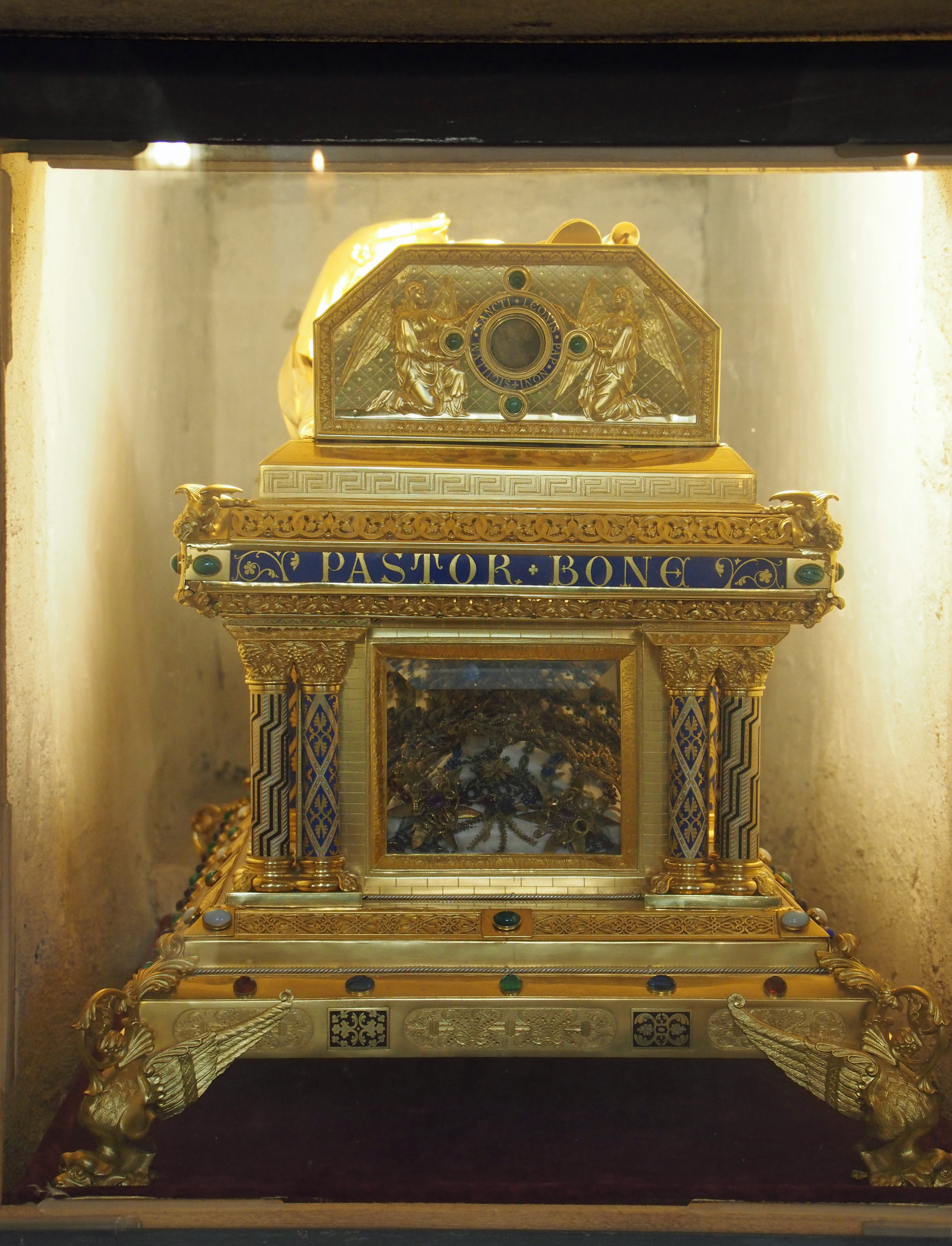
Relikviář v kryptě
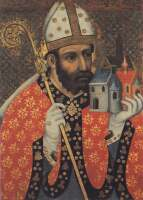
Theodorikův obraz na Karlštejně
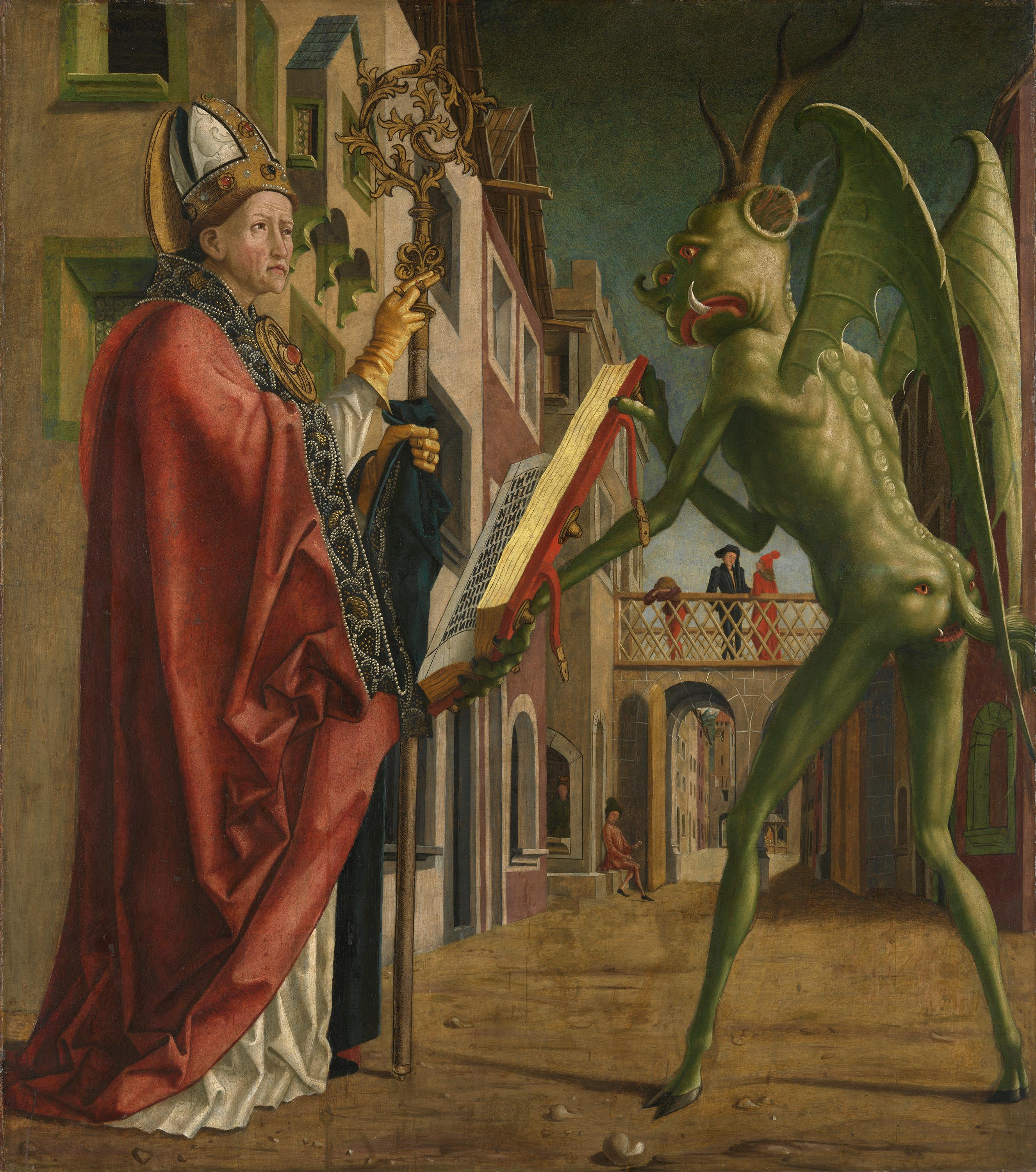
Wolfgang s ďáblem z Pacherova oltáře
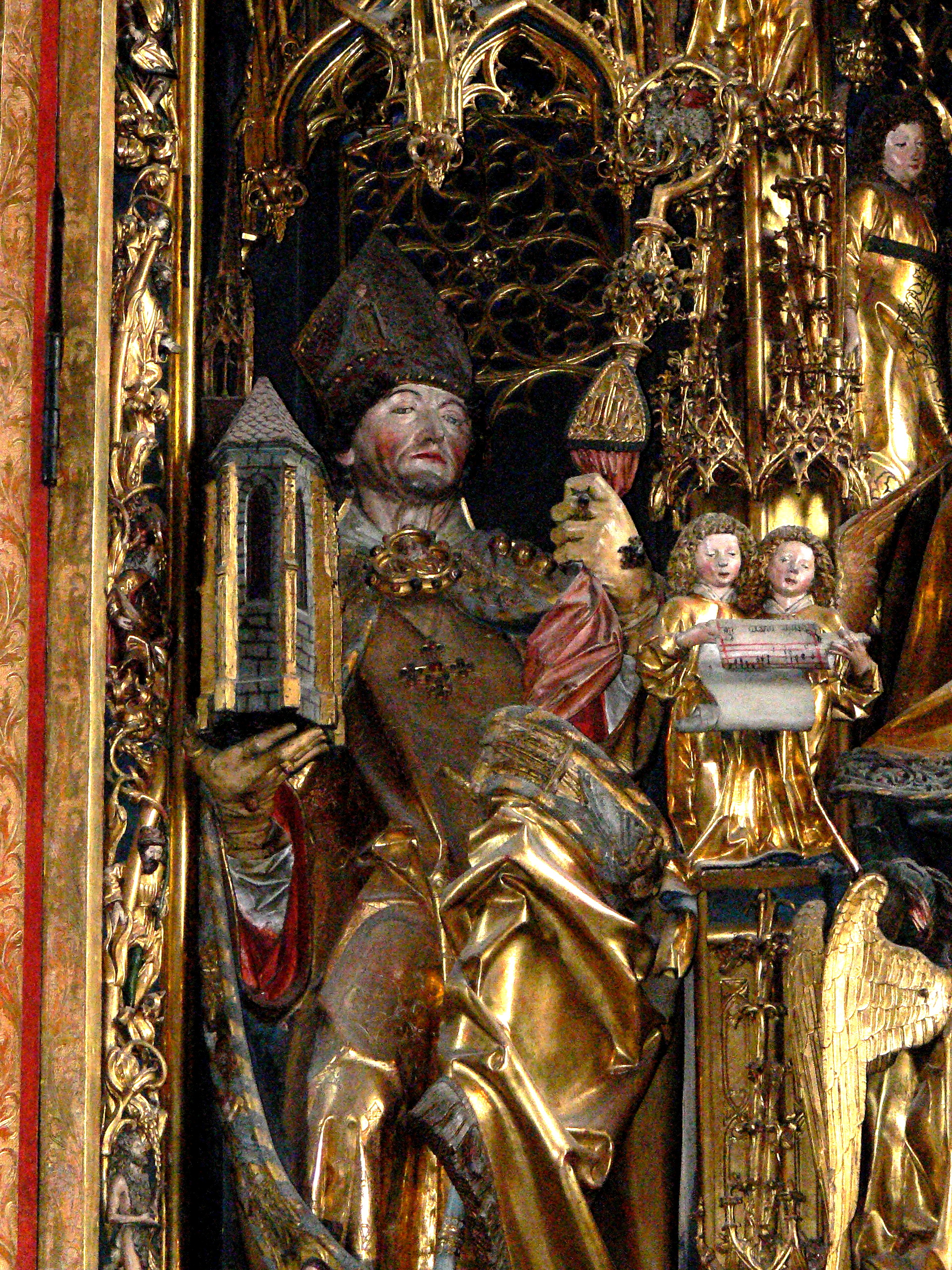
Socha z Pacherova oltáře v Skt. Wolfgangu
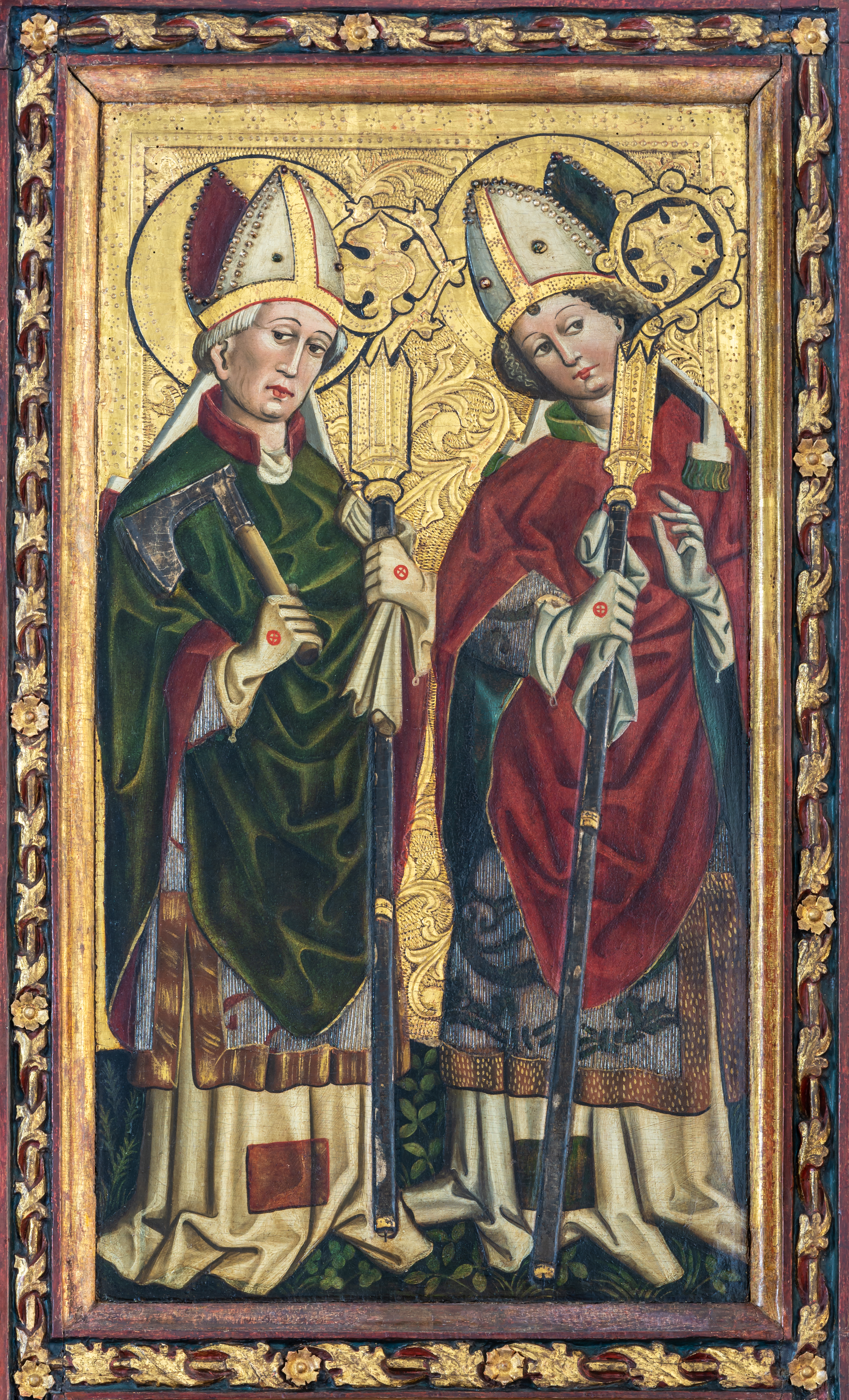
Sv.Wolfgang a Oldřich, Hallstatt
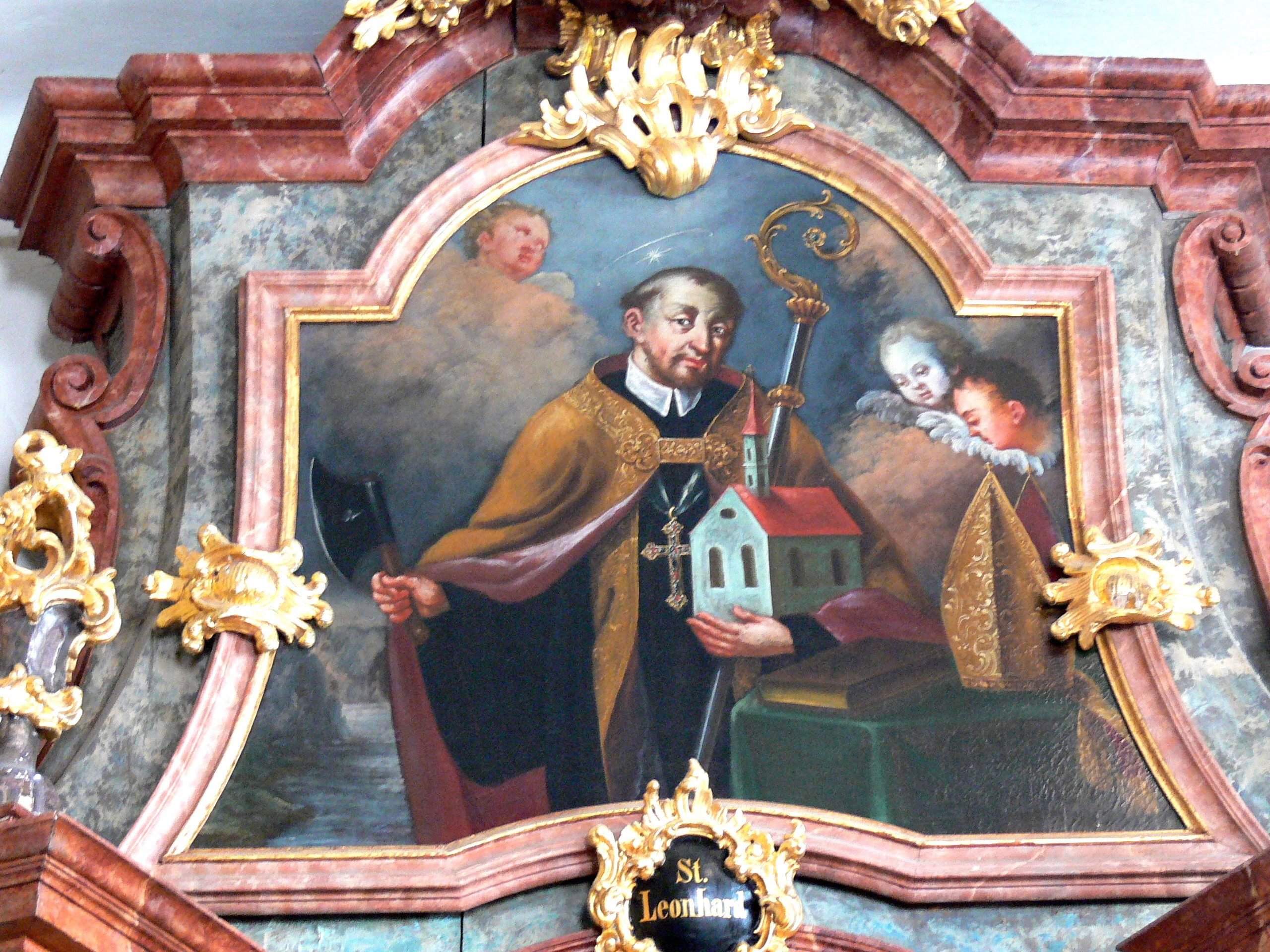
Mariánská kaple Kájov
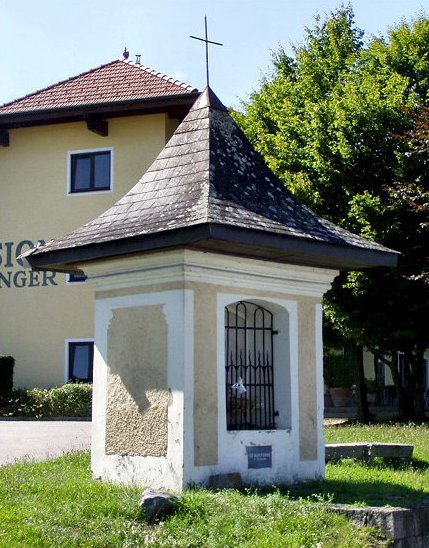
Kaple v místě úmrtí v Puppingu
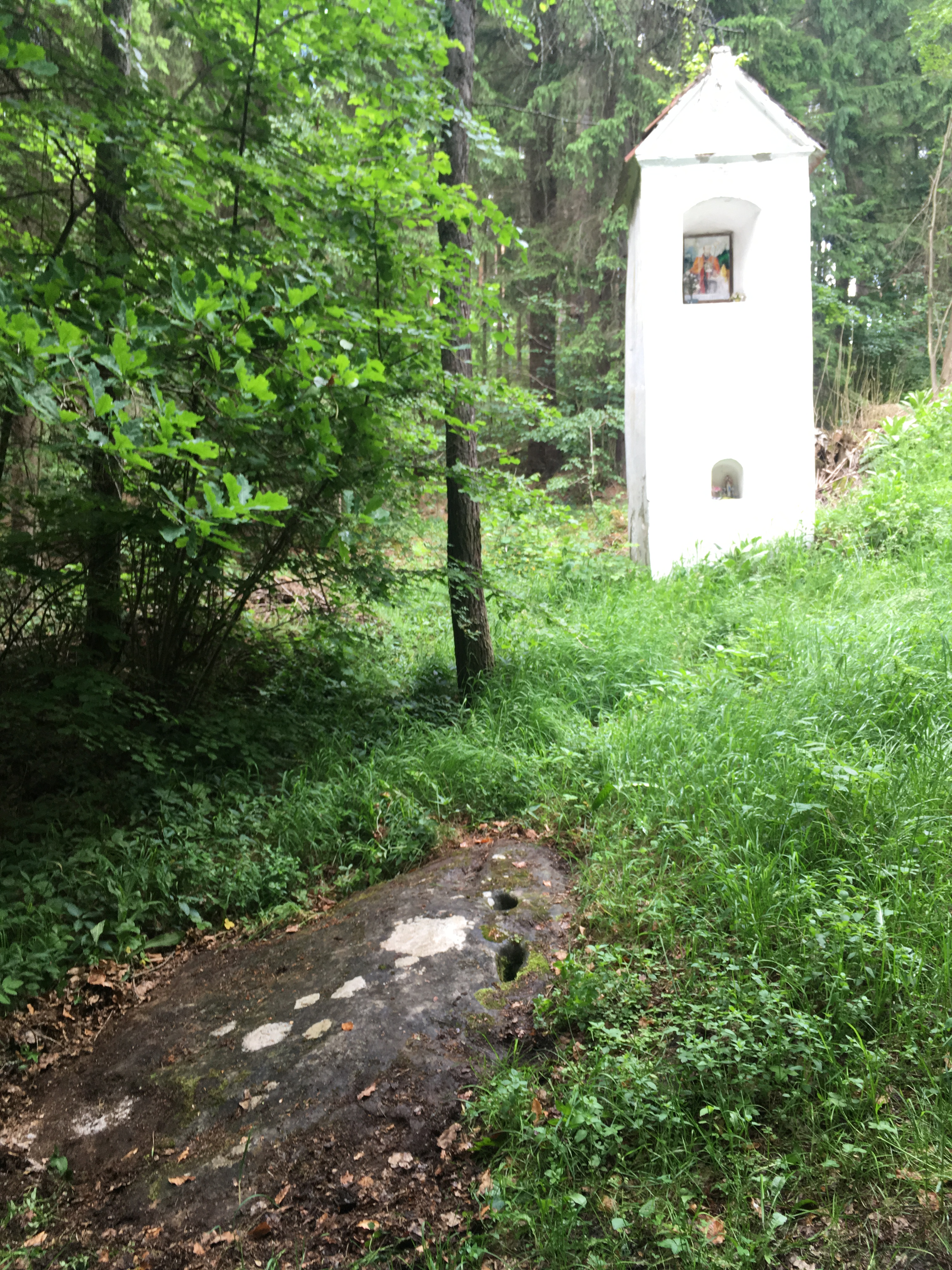
Wolfgangův kámen, Kladenské Rovné